# Şefik Namlı
Şefik Namlı – turecki zapaśnik walczący w stylu klasycznym. Srebrny medalista mistrzostw Europy w 1969 roku.